# Miguel de Castro Moreira
Miguel de Castro Moreira (,  — , ) foi um político brasileiro.
Prefeito de Rio Grande entre 1948 e 1950 e eleito, em 3 de outubro de 1950, deputado estadual, pelo PSD, para a 38ª Legislatura da Assembleia Legislativa do Rio Grande do Sul, de 1951 a 1955.